# Кото Норте (Порторико)
Кото Норте (шп. Coto Norte) град је у америчкој острвској територији Порторико, острвској држави Кариба.

## Демографија
По попису из 2010. године број становника је 1.604, што је 223 (16,1%) становника више него 2000. године.
| Група             | 2000.          | 2010.         |
| Белци             | 0 (0,0%)       | 9 (0,6%)      |
| Афроамериканци    | 62 (4,5%)      | 157 (9,8%)    |
| Азијати           | 0 (0,0%)       | 3 (0,2%)      |
| Хиспаноамериканци | 1.381 (100,0%) | 1.594 (99,4%) |
| Укупно            | 1.381          | 1.604         |